# Tölgyes-tövisescincér
A tölgyes-tövisescincér (Rhagium sycophanta) a rovarok (Insecta) osztályának bogarak (Coleoptera) rendjébe, ezen belül a mindenevő bogarak (Polyphaga) alrendjébe és a cincérfélék (Cerambycidae) családjába tartozó faj, amely a hazánkban is előfordul.

## Előfordulása
Ez a cincérfaj egész Európában előfordul.

## Megjelenése
A rovar mérete 15–30 milliméter között változik. Színe a fa törzsének mintázatát remekül utánozza. Csápja feltűnően rövidebb más cincérfajokénál.

## Életmódja
A hazai tölgyerdeinkben igen gyakori. Nappal tevékenykedik.

## Szaporodása
A nősténye frissen vágott törzsekre tuskókra helyezi petéit. A lárvák a kéreg alatt fejlődnek, és rostokból szőtt bölcsőben bábozódnak.